# Joseph Jouthe
Joseph Jouthe (Thomonde, 17 de octubre de 1961) es un político haitiano. Fue primer ministro del país desde el 4 de marzo de 2020 hasta su dimisión el 14 de abril de 2021.
Nació el 17 de octubre de 1961 en Thomonde. Se graduó en Ingeniería civil.
En septiembre de 2018, fue nombrado ministro de Medio Ambiente en el gobierno de Jean-Henry Céant. En septiembre de 2019, también fue designado ministro interino de Economía y Finanzas.
El 2 de marzo de 2020, fue nombrado Primer ministro de Haití por el presidente Jovenel Moïse. Fue investido con su gobierno el 4 de marzo.